# Spoorlijn Elst - Dordrecht
De spoorlijn Elst - Dordrecht (onofficieel ook vaak de Betuwelijn genoemd) is een Nederlandse spoorlijn door de Betuwe van Elst via Geldermalsen naar Dordrecht. De Betuwelijn werd naar aanleiding van een initiatief van enkele Dordtse notabelen aangelegd door de Staat volgens de wet van 10 november 1875, onder de naam "Merwe- en Waalspoorweg".

## Geschiedenis
Op 1 november 1882 werd Elst–Geldermalsen in gebruik genomen, op 1 december 1883 Geldermalsen–Gorinchem en op 16 juli 1885 Gorinchem–Dordrecht. In 1886 werd bovendien het baanvak Amersfoort–Kesteren in gebruik genomen. Door de ingebruikname van deze spoorlijnen ontstonden alternatieve verbindingen van Amsterdam naar Duitsland via Amersfoort–Kesteren–Nijmegen–Kleef en van Rotterdam naar Duitsland via Dordrecht–Geldermalsen–Nijmegen–Kleef. Om de concurrentie te stimuleren werd deze spoorlijn in exploitatie gegeven aan de Staatsspoorwegen. Na de aansluiting van de Spoorlijn Amersfoort-Kesteren kreeg de Staatsspoorwegen concurrentie van de Hollandsche IJzeren Spoorweg-Maatschappij (HSM). Na de herverdeling van de exploitatie van staatsspoorlijnen kwam de gehele lijn in exploitatie van de HSM.
De spoorlijn heeft de tot dan toe slecht bereikbare Betuwe een economische impuls gegeven. Door de snelle verbindingen bloeide de regionale fruitteelt op en ontstonden fruitverwerkende industrieën. In de tweede helft van de 20e eeuw is deze spoorlijn steeds meer in onbruik geraakt. Een van de redenen hiervan is dat door de vernietiging van de brug bij Rhenen tijdens de Tweede Wereldoorlog de verbinding Kesteren–Amersfoort verviel.
Omdat andere verbindingen met Duitsland voor het goederenvervoer steeds zwaarder belast raakten ontstond eind jaren 80 het idee deze spoorlijn intensiever voor goederentreinen te gebruiken. Steeds verder opgeschroefde prognoses en protesten van omwonenden leidden ertoe dat niet de bestaande spoorlijn is opgewaardeerd maar dat parallel aan de bestaande spoorlijn een compleet nieuwe spoorlijn voor goederenvervoer wordt aangelegd. Ter onderscheiding van de bestaande Betuwelijn wordt de goederenspoorlijn officieel als Betuweroute aangeduid.
Het baanvak Elst–Tiel–Geldermalsen wordt aangeduid als de 'Oostelijke Betuwelijn' en het baanvak Geldermalsen–Gorinchem–Dordrecht wordt aangeduid als de 'Westelijke Betuwelijn'. Omdat de verwarring met de Betuweroute groot was, heeft men de treindienst op de Westelijke Betuwelijn de naam 'MerwedeLingelijn' gegeven.
Sinds 28 mei 1978 is het baanvak Tiel–Geldermalsen geëlektrificeerd, zodat er een elektrische stoptreindienst Tiel–Utrecht mogelijk werd, en er geen dieseltreinen meer ingezet hoefden te worden op het geëlektrificeerde baanvak tussen Geldermalsen en Utrecht. De doorgaande stoptreindienst die NS uitvoerde tussen Arnhem/Nijmegen en Utrecht via Tiel werd hierbij geknipt in twee treindiensten. Aan de oostkant reden de treinen om en om naar Elst/Arnhem en Nijmegen. Overdag ieder twee uur naar Nijmegen of Arnhem, samen een uurdienst. Vanaf de zomerdienstregeling 1987 was er een uurdienst naar Arnhem en enkel spitstreinen die rechtstreeks naar Nijmegen reden. Vanaf de zomerdienstregeling 1990 gingen ook de spitstreinen doorrijden naar Arnhem. Na deze wijzigingen hebben er geen reguliere reizigerstreinen meer gereden op deze aansluitboog. Tot 2000 hebben incidenteel extra treinen gereden onder andere voor de Nijmeegse Vierdaagse. In verband met de aanleg van de Betuweroute werd het nauwelijks gebruikte aansluitspoor van Vork richting Nijmegen opgebroken. Tot die tijd waren er plannen om de bestaande spoorlijn Dordrecht - Elst op te waarderen voor meer goederenverkeer en dan was een aansluiting richting Nijmegen noodzakelijk.
Sinds 31 mei 1992 rijden er elektrische treinen tussen Geldermalsen en Dordrecht. Alleen Arnhem– Elst–Tiel wordt geëxploiteerd met dieseltreinen. Sinds 1994 werden in de avonduren de treinen vervangen door bussen die alleen in Arnhem, Elst, Zetten-Andelst en Tiel stopte. De overige stations werden vanaf een parkeerplaats, waar de bus op verzoek stopte, met een aansluitende taxi bediend.
Syntus verzorgde van 1 april 2005 tot 9 december 2012 ook in de avonduren de treindienst op dit baanvak. Vanaf 9 december 2012 rijdt Arriva tussen Arnhem en Tiel. Vanaf 10 december 2006 werd het baanvak Geldermalsen–Dordrecht geëxploiteerd door Arriva. Dit is in december 2018 overgenomen door Qbuzz. Tussen Tiel, Geldermalsen en Utrecht rijden sprinters van NS.

## Infrastructuur
De spoorlijn had oorspronkelijk in beide richtingen een dubbelsporige verbinding met het baanvak Arnhem–Nijmegen, maar in de loop der tijd is rangeerstation Elst verdwenen en de aansluitingen zijn enkelsporig geworden. Vanwege de aanleg van de Betuweroute is de verbinding met Nijmegen vervallen.
De spoorlijn is enkelsporig van Elst tot Vork, dubbelsporig tot Kesteren, enkelsporig tot Wadenoijen (vlak ten westen van Tiel Passewaaij), dubbelsporig tot de splitsing voorbij Tricht, bij Geldermalsen, en ten slotte enkelsporig tot aan station Dordrecht Stadspolders. Op de stations van het enkelsporige gedeelte tussen Geldermalsen en Dordrecht liggen inhaalsporen waardoor treinen elkaar kunnen kruisen of inhalen.
In 1914 werd vanwege het toegenomen vervoer het spoor tussen Beesd en Wadenoijen dubbelsporig gemaakt; gedurende de Duitse bezetting in de Tweede Wereldoorlog is één spoor tussen Geldermalsen en Beesd opgebroken. Opmerkelijk is dat het spoor tussen Geldermalsen en Wadenoijen dubbelsporig is gebleven.
De treindienstleiding is verdeeld over de treindienstleidersposten Arnhem (Elst–Opheusden), Utrecht (Kesteren–Geldermalsen) en Rotterdam (Beesd–Dordrecht).
Het vroegere seinhuis van Kesteren is in de jaren tachtig verhuisd naar de stoomtram Hoorn-Medemblik en staat op het emplacement van station Hoorn.
Te Gorinchem, Geldermalsen en Tiel bevonden zich emplacementen met openbare laad- en losplaatsen. In Kesteren is dit emplacement nog gedeeltelijk aanwezig. Daarnaast bevonden zich in Dordrecht, Gorinchem, Geldermalsen, Tiel, Kesteren, Zetten-Andelst en Elst aansluitingen naar enkele bedrijven. Dit wagonladingenvervoer nam snel af in verband met de relatief hoge kosten ervan. Enkele industriesporen zijn nog aanwezig, zoals de havenspoorlijn Tiel die al gedeeltelijk is opgebroken en niet meer bereikbaar is en de aansluiting bij Dordrecht die nog steeds gebruikt wordt door Dupont. De goederenloods uit 1882 in Tiel stond op de nominatie om gesloopt te worden, dit object is naar het openluchtmuseum verplaatst. De loods is eigendom van DHL (voorheen Van Gend & Loos). Die onderneming heeft aan de afbraak, verplaatsing en herbouw meebetaald. De goederenloods in Kesteren is in gebruik bij een fruitteler om machines en kisten in op te slaan.

## Stations en gebouwen
Overzicht van stations langs de lijn (cursief: voormalig station):
| Station                | Geopend | Huidig gebouw                                                                        |
| ---------------------- | ------- | ------------------------------------------------------------------------------------ |
| Elst                   | 1879    | 1982, NS, 2e gebouw, uniek ontwerp van Douma                                         |
| Vork                   | 1891    | geen, station gesloten in 1931                                                       |
| Valburg                | 1882    | geen, gebouw Standaardtype Hemmen gesloopt in 1945, station gesloten in 1938         |
| Zetten-Andelst         | 1882    | 1898, SS, 1e gebouw, zelfde als Station Obdam                                        |
| Hemmen-Dodewaard       | 1882    | 1882, SS, 1e gebouw, Standaardtype Hemmen                                            |
| Opheusden              | 1882    | geen, gebouw gesloopt in 1980, station gesloten van 1890–1898                        |
| Kesteren               | 1882    | 1885, SS, 1e gebouw, uniek ontwerp                                                   |
| Schaapsteeg            | 1895    | geen, station gesloten in 1916                                                       |
| Echteld                | 1882    | 1881, SS, 1e gebouw, uniek ontwerp, station gesloten in 1938                         |
| Tiel                   | 1882    | 1881, SS, 1e gebouw, Standaardtype Sneek                                             |
| Tiel Passewaaij        | 2007    | 2007, NS, 2007, 1e gebouw, Randstadspoorhalte                                        |
| Wadenoijen             | 1882    | geen, gebouw gesloopt in 1950, station gesloten in 1950                              |
| Utrechtsche Straatweg  | 1889    | geen, station gesloten in 1921                                                       |
| Geldermalsen           | 1868    | 1886, SS, 2e gebouw, uniek ontwerp van Van Wadenoyen                                 |
| Beesd                  | 1883    | 1985, NS, 2e gebouw, eenvoudig haltegebouwtje                                        |
| Rhenoy                 | 1889    | geen, station gesloten in 1925                                                       |
| Leerdam                | 1883    | 1987, NS, 2e gebouw, uniek ontwerp van Douma (1e gebouw uit 1881 nog aanwezig)       |
| Arkel                  | 1883    | 1881, SS, 1e gebouw, uniek ontwerp van Van Wadenoyen, station gesloten van 1938–1940 |
| Gorinchem              | 1883    | 1971, NS, 2e gebouw, uniek ontwerp van Douma                                         |
| Schelluinen            | 1885    | geen, station gesloten in 1929                                                       |
| Giessen-Nieuwkerk      | 1885    | geen, station gesloten in 1934                                                       |
| Boven Hardinxveld      | 2012    | geen, van 1885-1934 station Buldersteeg                                              |
| Hardinxveld-Giessendam | 1885    | geen, gebouw gesloopt in 1937, station gesloten in 1927                              |
| Hardinxveld-Giessendam | 1885    | 1957, NS, 2e gebouw, uniek ontwerp van Van der Gaast                                 |
| Gasfabriek             | 1885    | geen, station gesloten in 1921                                                       |
| Blauwe Zoom            | 2011    | geen                                                                                 |
| Sliedrecht             | 1885    | 1883, SS, 1e gebouw, uniek ontwerp in gebruik als restaurant                         |
| Sliedrecht Baanhoek    | 1885    | geen, station gesloten van 1938–2011                                                 |
| Dordrecht Stadspolders | 1990    | geen                                                                                 |
| 't Visschertje         | 1885    | geen, station gesloten in 1926                                                       |
| Dordrecht              | 1872    | 1872, SS, 1e gebouw, uniek ontwerp van Kamperdijk                                    |

Stations Elst, Geldermalsen en Dordrecht werden al eerder aan andere spoorlijnen geopend.
Wachtposten zijn te vinden op de lijst van wachtposten aan de spoorlijn Elst - Dordrecht.

## Afbeeldingen

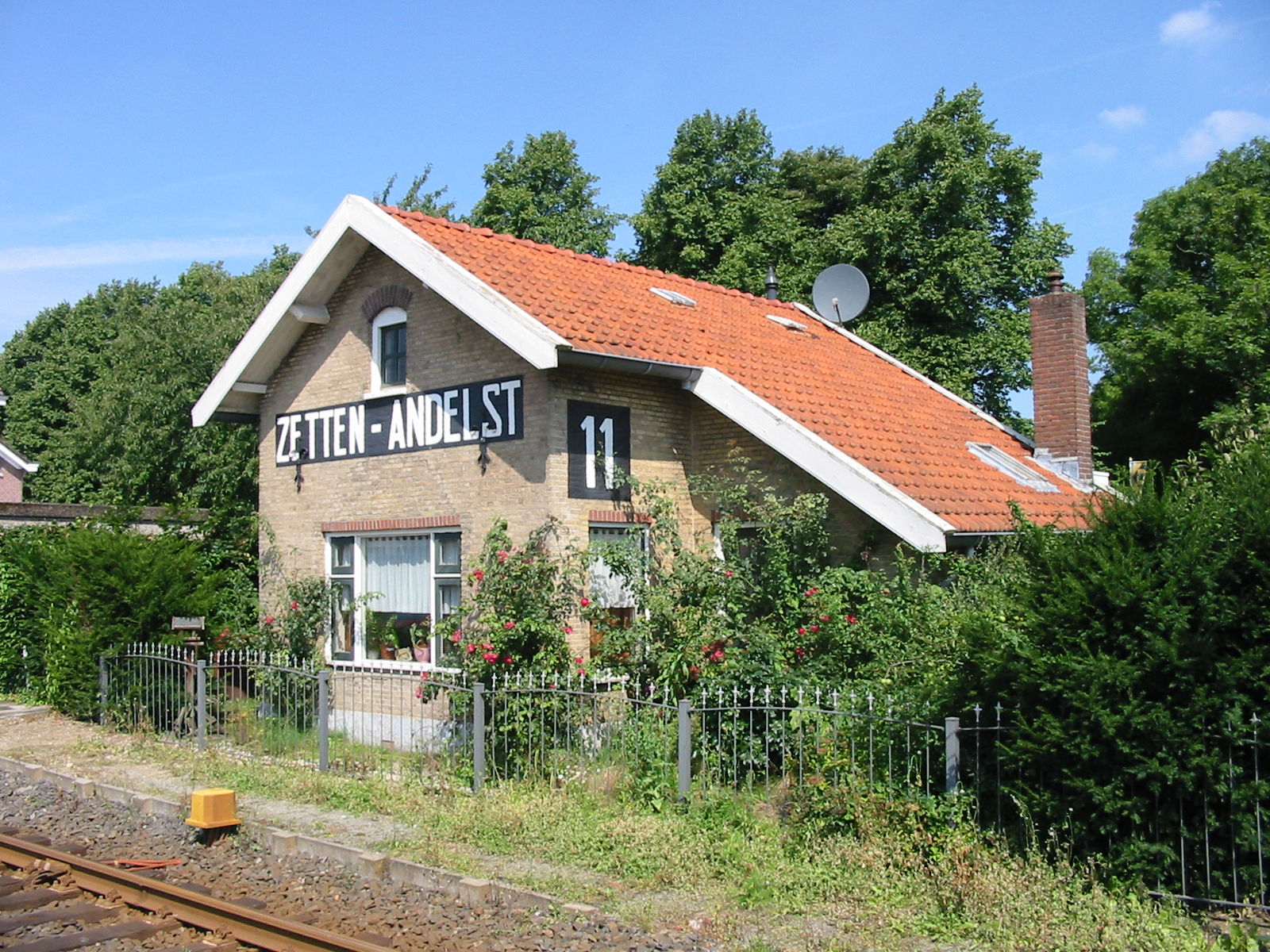
Voormalig wachtpost 11 bij station Zetten-Andelst
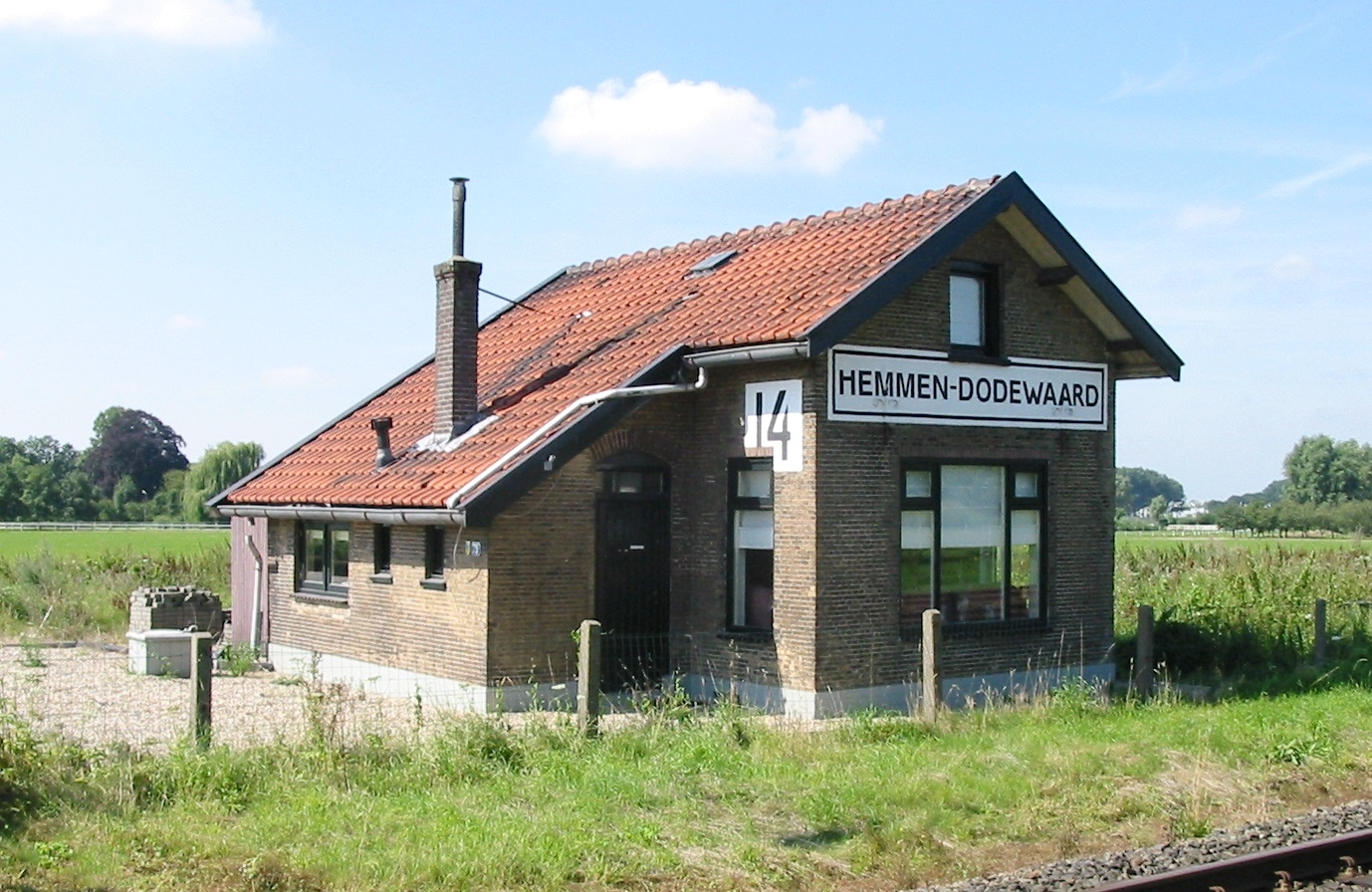
Voormalig wachtpost 14 bij station Hemmen-Dodewaard
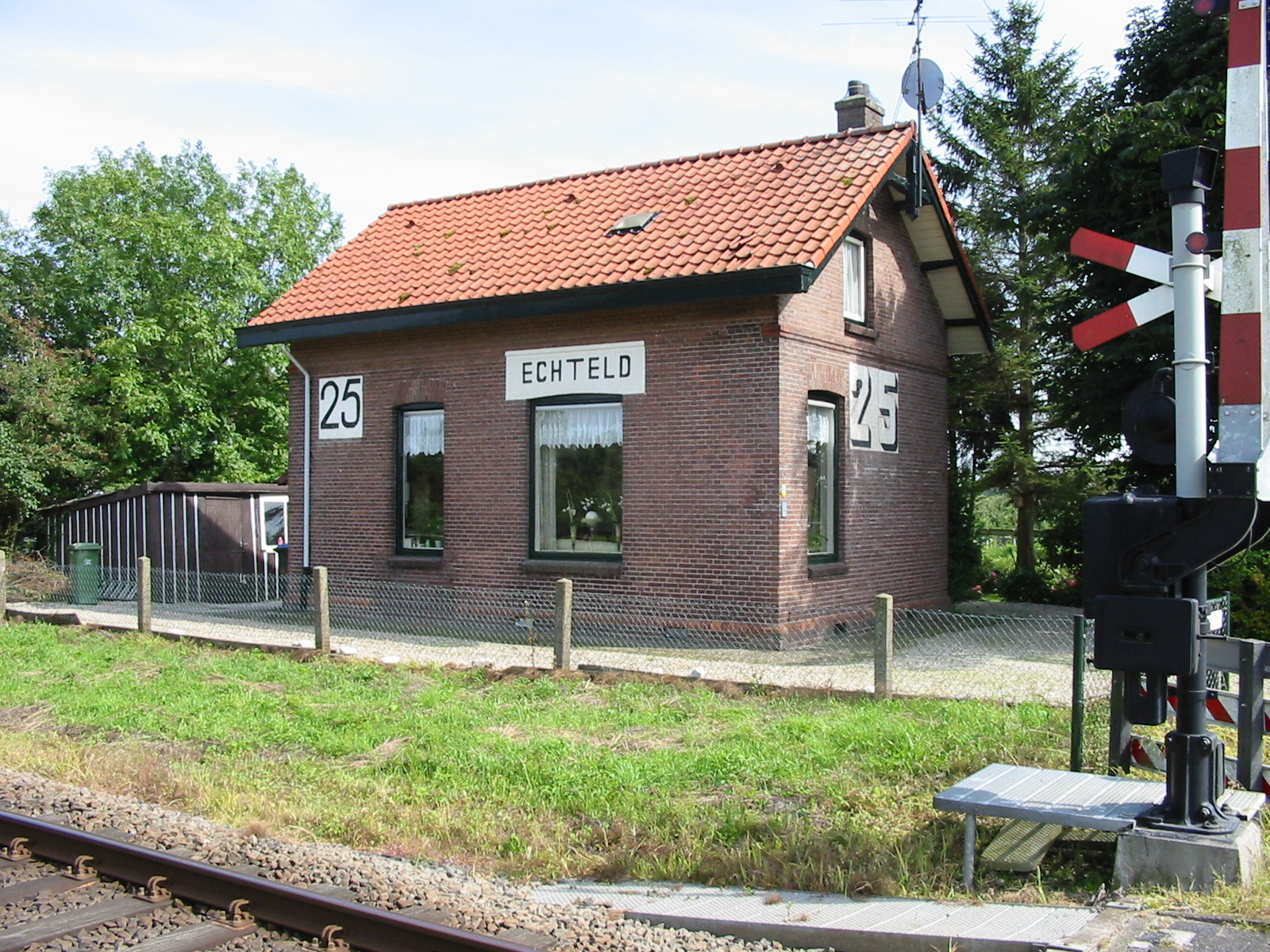
Voormalig wachtpost 25 bij Echteld
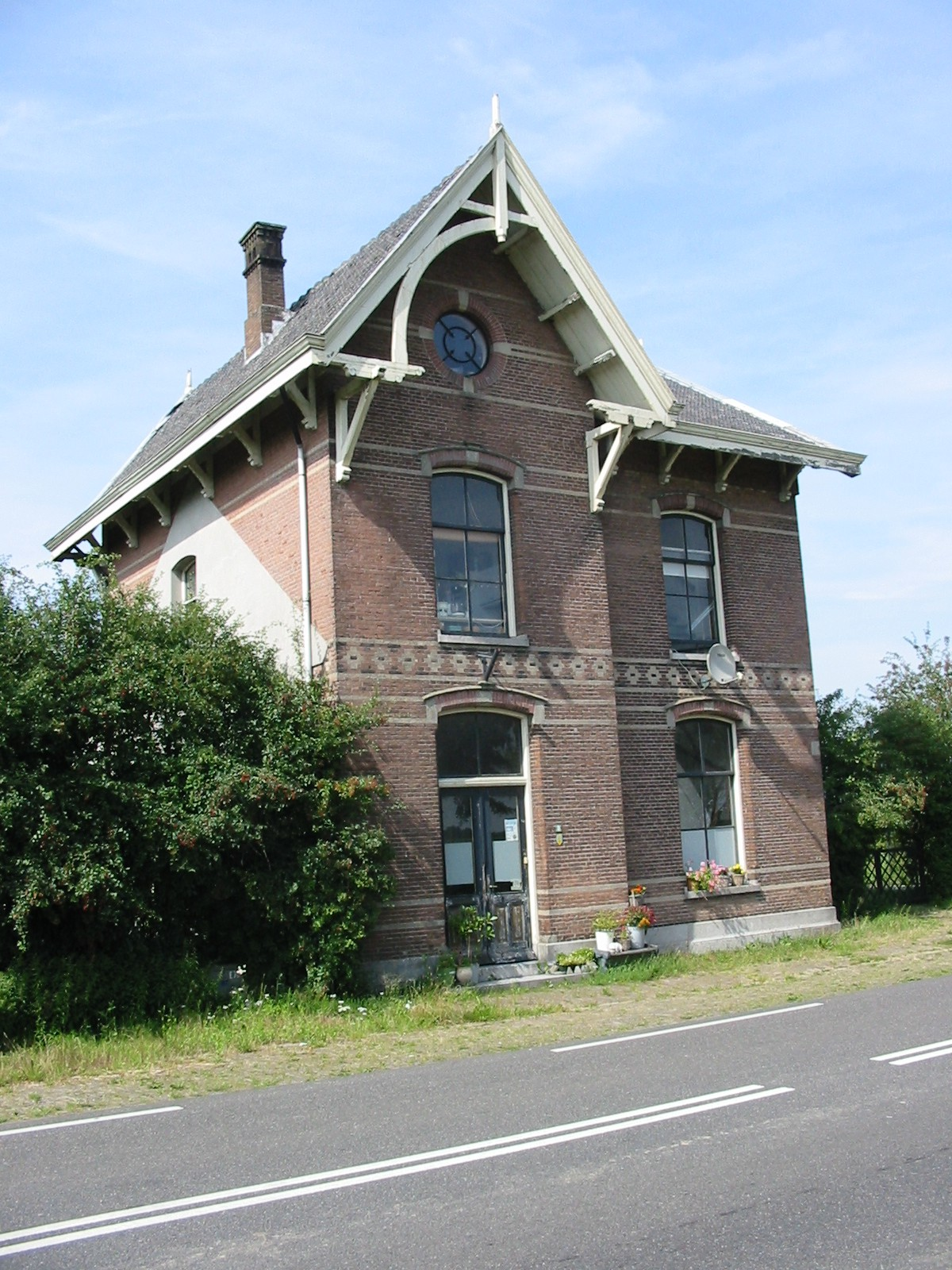
Voorzijde voormalig station Echteld
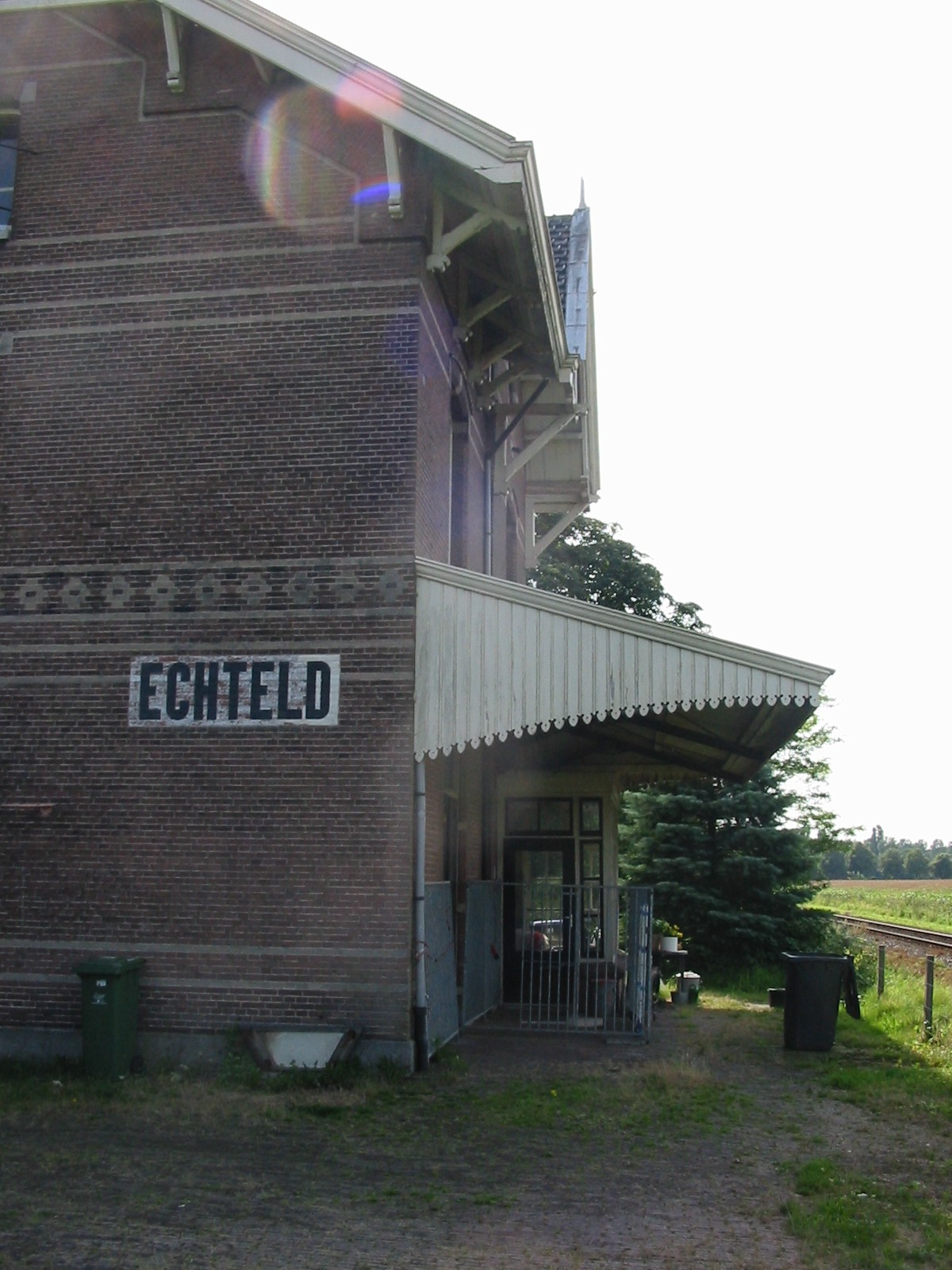
Achterzijde voormalig station Echteld

## Materieel Tiel–Elst
Tot 1997 werden op het traject Tiel–Arnhem (de oostelijke Betuwelijn) treinstellen van het type Blauwe Engel ingezet. Deze werden daarna vervangen door treinstellen Plan U die elders in het land vrijkwamen. Vanaf omstreeks 2001 werden deze op hun beurt vervangen door treinstellen DM'90, de zogeheten Buffels.
Met de overname van het treinvervoer door Syntus werd per 2005 de inzet uitgebreid met LINT-treinstellen. Vanaf eind 2006 maakte Syntus ook weer gebruik van DM'90 op deze lijn. Sinds 2012 rijdt Arriva met Stadler GTW's (Spurt).
Het goederenverkeer naar enkele fabrieksaansluitingen wordt sinds omstreeks 1990 gereden door de serie 6400, voorheen deed de serie 2200 of 2400 hier enkele malen per week dienst. Eerder werden sporadisch wagons met een locomotor vervoerd.

## Treinseries en stations

### Oostelijke Betuwelijn
| Serie       | Treinsoort         | Route                                                                                | Bijzonderheden                                                                                          |
| ----------- | ------------------ | ------------------------------------------------------------------------------------ | --- |
| 6700        | Sprinter (NS)      | Leiden Centraal – Alphen a/d Rijn – Woerden – Utrecht Centraal – Geldermalsen – Tiel | Rijdt alleen na 18:00 uur en van vrijdag t/m zondag. Rijdt non-stop tussen Woerden en Utrecht Centraal. |
| 16700       | Sprinter (NS)      | Utrecht Centraal – Geldermalsen – Tiel                                               | Rijdt enkel eenmaal halverwege de dinsdag- en zondagavond en alleen richting Tiel.                      |
| 6900        | Sprinter (NS)      | Den Haag Centraal – Gouda – Utrecht Centraal – Geldermalsen – Tiel                   | Rijdt alleen van maandag t/m donderdag tot 18:00 uur.                                                   |
| 31100 RS 33 | Stoptrein (Arriva) | Arnhem Centraal – Elst – Tiel                                                        | Stopt niet te Arnhem Zuid.                                                                              |

In december 2012 nam Arriva het vervoer tussen Tiel en Arnhem over.
- In de jaren 90 reed het NS-materieel door tot Arnhem Velperpoort.
- Tot begin jaren 90 reed in de spits een directe stoptrein Tiel–(…)–Zetten-Andelst– Nijmegen over het later opgebroken baanvak tussen Vork en de spoorlijn Arnhem - Nijmegen.

### Westelijke Betuwelijn (MerwedeLingelijn)
| Serie | Treinsoort        | Route                                | Bijzonderheden                                                           |
| ----- | ----------------- | ------------------------------------ | ------------------------------------------------------------------------ |
| 7100  | Stoptrein (Qbuzz) | Dordrecht – Gorinchem                | Rijdt onder de formule van R-net. Stopt niet in Hardinxveld Blauwe Zoom. |
| 7200  | Stoptrein (Qbuzz) | Dordrecht – Gorinchem – Geldermalsen | Rijdt onder de formule van R-net.                                        |

De treinen kruisen elkaar in Dordrecht Stadspolders, Sliedrecht, Boven-Hardinxveld, Gorinchem en Leerdam.
Tot en met 9 december 2006 reed de NS tussen Dordrecht en Gorinchem tweemaal per uur, tussen Gorinchem en Geldermalsen alleen tijdens de spits tweemaal per uur, daarbuiten eenmaal. Daarna heeft Arriva deze lijn overgenomen. Sindsdien is er een vaste halfuurs-dienstregeling op het gehele traject ingegaan. Arriva maakte gebruik van 7 van de NS gehuurde elektrische treinstellen van het type Plan V tot in het najaar van 2008 nieuw materieel van het type Spurt geleverd werd. In deze treinen kunnen fietsen gratis meegenomen worden.
Er is door spoorwegbeheerder ProRail gewerkt aan een spoorverdubbeling bij station Dordrecht Stadspolders en het in april 2012 geopende station Boven Hardinxveld. Sinds 5 september 2011 worden deze uitbreidingen door Arriva benut door elk kwartier een trein te laten rijden tussen Dordrecht en Gorinchem.
Op 11 december 2011 werden twee nieuwe stations geopend, Sliedrecht Baanhoek en Hardinxveld Blauwe Zoom.
Sinds 9 december 2018 heeft Qbuzz het vervoer overgenomen van Arriva. Vanaf dat moment behoort de MerwedeLingelijn tot het R-net. De treinen zijn door Qbuzz aan de huisstijl van R-net aangepast.